# Dick Raikes
Richard Prendergast Raikes (né le 21 janvier 1912 à Londres, mort le 24 mai 2005 à Semley) est un officier de la Royal Navy. Il est connu pour être le commandant du sous-marin HMS Tuna qui met cinq canoës à l'eau lors de l'opération Frankton le 7 décembre 1942. Il est incarné par Christopher Lee dans le film Commando sur la Gironde sorti en 1955.

## Biographie
Raikes est l'un des cinq enfants du major Lawrence Taunton Raikes, officier de l'Armée de l'Inde. Jusqu'à ce que ses parents reviennent d'Inde à l'âge de dix ans, il est élevé au pays de Galles par ses grands-parents et ses trois tantes. Ses tantes avaient sept frères qui ont reçu huit DSO et quatre MC lors de la Première Guerre mondiale ; deux sont morts, l'un est devenu général et un autre amiral. Son cousin est Iwan Raikes.
Raikes entre dans le Britannia Royal Naval College à l'âge de treize ans en 1925. Il sert dans le cuirassé HMS Warspite comme aspirant à Malte. Il est promu sous-lieutenant le 16 janvier 1933, mais la même année, les cours de tir au HMS Excellent le motivent à ne servir que dans de petits navires sans armes. Il suit une formation de sous-marinier au HMS Dolphin quelques mois après et sert dans les HMS L22, HMS Clyde, HMS H32 et HMS Severn. Il est promu lieutenant le 16 mars 1935 et participe à la revue de la flotte pour le jubilé d'argent de George V à bord du HMS Clyde. Le Clyde est présent en Palestine pendant la grève générale des Arabes en Palestine mandataire en 1936. Pendant ce temps, Raikes, après quelques heures d'entraînement en manœuvre à la gare de Haïfa, commande un train blindé sur la ligne en direction de Samakh ouverte malgré les embuscades et les déraillements. Une nuit, il rejoint la Force frontalière de Transjordanie. Il retourne à Malte et est le premier lieutenant du HMS Severn.
Raikes réussit le Submarine Command Course en 1940 et, en septembre 1941, prend le commandement du HMS Seawolf, qui est envoyé à Polyarnoe, dans l'Arctique, où il reste pendant un an. En patrouille en mars 1942, Raikes aperçoit le cuirassé allemand Tirpitz : il est trop loin pour attaquer, mais son rapport de localisation ennemie permet au porte-avions Victorious d'attaquer avec les bombardiers Fairey Albacore. Au cours de la même patrouille, Raikes entend le bruit de l'hélice d'un sous-marin faisant surface et lance une attaque avec ses torpilles ; il y a une explosion et de la fumée noire, mais aucune épave n'est retrouvée. Pour ces opérations, il reçoit la médaille de l'Ordre du Service distingué.
Raikes devient le commandant du HMS Tuna le 24 août 1942. Le 26 novembre 1942, des ordres sont préparés pour le rôle de Raikes dans l'opération Frankton. Le 30 novembre 1942, à Holy Loch, le Tuna embarque treize Royal Marines, Raikes reçoit ses ordres. Il navigue vers le sud lors du passage vers le golfe de Gascogne.
Dans la soirée du 7 décembre 1942, Raikes conduit le HMS Tuna à travers une flotte de pêche et un champ de mines de la RAF avant de décider de courir un risque sérieux en déplaçant le point de lancement du canoë à deux milles au sud dans l'embouchure de la Gironde. Quand le Tuna fait surface dans l'eau calme, Raikes est le premier sur le pont pour vérifier qu'il a une meilleure vue que l'ennemi. Le canoë Cachalot est endommagé, mais les cinq autres canoës sont lancés avec succès.
De 1943 à 1945, Raikes fait partie du personnel du commandement côtier, des Air Marshals Jack Slessor et Sholto Douglas. Il est promu lieutenant commander le 16 mars 1943. Il fait partie du comité de surveillance des sous-marins allemands. Il commande le U-3514 capturé et un groupe de sous-marins similaires lors de l'opération Deadlight, le sabordage par la Royal Navy de bateaux capitulés, après la fin de la Seconde Guerre mondiale.
Raikes est libéré de la Royal Navy pour des raisons médicales en 1946. Au départ, il souhaite se lancer dans l'hôtellerie mais occupe un poste au département de la publicité de Marconi, où il travaille de 1947 à 1972.